# Liste der Brücken über die Kander
Die Liste der Brücken über die Kander nennt die Kander querende Brücken von der Quelle im Blüemlisalp-Gebiet bis zur Mündung bei Einigen in den Thunersee.

## Brückenliste
70 Übergänge überspannen den Fluss: 42 Strassen- und Feldwegbrücken, 17 Fussgänger- und Velobrücken, acht Eisenbahnbrücken, zwei Rohrträgerbrücken und eine Standseilbahnbrücke.

### Gasterntal
13 Brücken überspannen den Fluss im Gasterental.
| Bild | Name               | Ort        | Lage | Funktion                   | Konstruktion | Material   | Länge in m | Höhe m ü. M. | Bemerkungen |
| ---- | ------------------ | ---------- | ---- | -------------------------- | ------------ | ---------- | ---------- | ------------ | --- |
|      | Unbenannte Brücke  | Kandersteg |      | Fussgängerbrücke           | Hängebrücke  | Stahl Holz | 25         | 1725         | Bergwanderweg Oberhalb der Brücke befindet sich das national geschützte Auengebiet Kanderfirn. |
|      | Heimritz-Brücke    | Kandersteg |      | Strassenbrücke (einspurig) | Balkenbrücke | Stahl Holz | 15         | 1630         | Wanderweg |
|      | Selden-Brücke      | Kandersteg |      | Strassenbrücke (einspurig) | Balkenbrücke | Stahl Holz | 15         | 1563         | Nach dem Unwetter 2011 wurde die Brücke neu erstellt. Wanderweg Flussabwärts der Brücke befindet sich das national geschützte Auengebiet Gastere bei Selden. |
|      | Selden-Hängebrücke | Kandersteg |      | Fussgängerbrücke           | Hängebrücke  | Stahl      | 80         | 1540         | Eröffnet 2013 Wanderland-Route 56 Lötschberg-Panoramaweg (Etappe 3 Selden–Lauchernalp) |
|      | Unbenannte Brücke  | Kandersteg |      | Strassenbrücke (einspurig) | Balkenbrücke | Stahl Holz | 14         | 1521         | Bergwanderweg |
|      | Waldstrasse-Brücke | Kandersteg |      | Strassenbrücke (einspurig) | Balkenbrücke | Beton      | 10         | 1463         | Fahrverbot für Motorwagen, Motorräder und Motorfahrräder: Waldstrasse für Berechtigte gestattet |
|      | Unbenannte Brücke  | Kandersteg |      | Feldwegbrücke              | Balkenbrücke | Stahl Holz | 10         | 1432         | Fahrverbot für Motorwagen und Motorräder Wanderland-Route 56 Lötschberg-Panoramaweg (Etappe 3 Selden–Lauchernalp) Flussabwärts der Brücke befindet sich das national geschützte Auengebiet Gastereholz. |
|      | Unbenannte Brücke  | Kandersteg |      | Feldwegbrücke              | Balkenbrücke | Stahl Holz | 10         | 1395         | Wanderland-Route 56 Lötschberg-Panoramaweg (Etappe 3 Selden–Lauchernalp) |
|      | Unbenannter Steg   | Kandersteg |      | Fussgängerbrücke           | Balkenbrücke | Stahl Holz | 25         | 1373         | Wanderland-Route 56 Lötschberg-Panoramaweg (Etappe 3 Selden–Lauchernalp) |
|      | Waldhaus-Brücke    | Kandersteg |      | Strassenbrücke (einspurig) | Balkenbrücke | Beton Holz | 10         | 1352         | |
|      | Unbenannter Steg   | Kandersteg |      | Fussgängerbrücke           | Balkenbrücke | Stahl Holz | 15         | 1338         | Gebaut 1981 Wanderland-Route 56 Lötschberg-Panoramaweg (Etappe 3 Selden–Lauchernalp) |
|      | Chlusenbrücke      | Kandersteg |      | Strassenbrücke (einspurig) | Bogenbrücke  | Stein      | 30         | 1322         | Schützenswerte Steinbogenbrücke, eröffnet 1925, saniert 2000 Einbahnverkehr ist zeitgesteuert: Bergfahrt 45–05 min, Talfahrt 15–35 min. Höchsthöhe 2,2 m, Höchstbreite 2 m Zufahrtsgebühr Fr. 15 pro Tag (Stand 2022). BKG-Buslinie 240 (Kandersteg–Selden) Das Gasterntal ist jeweils ca. vom 15. November bis 15. Mai geschlossen und die Zufahrtstrasse nicht befahrbar. |
|      | Chlusensteg        | Kandersteg |      | Fussgängerbrücke           | Balkenbrücke | Stahl      | 20         | 1290         | Wanderland-Route 56 Lötschberg-Panoramaweg (Etappe 3 Selden–Lauchernalp) Übergang ist nicht behindertengerecht (Treppen). |

### Kandertal
33 Brücken überspannen den Fluss von Kandersteg bis Frutigen.
| Bild | Name                                  | Ort                                 | Lage | Funktion                                                                                | Konstruktion     | Material   | Länge in m | Höhe m ü. M. | Bemerkungen |
| ---- | ------------------------------------- | ----------------------------------- | ---- | --------------------------------------------------------------------------------------- | ---------------- | ---------- | ---------- | ------------ | --- |
|      | Führungsanlage-Brücke                 | Kandersteg                          |      | Strassenbrücke (einspurig) mit Rohrleitungen an der Brückenwand                         | Balkenbrücke     | Beton      | 30         | 1210         | Allgemeines Fahrverbot (elektrische Schranke) Höchstgewicht 3,5 t Die Führungsanlage K20 wurde 1999 fertiggestellt. |
|      | Innere Dorfstrasse-Brücke             | Kandersteg                          |      | Strassenbrücke (zweispurig) mit Trottoir                                                | Balkenbrücke     | Beton      | 25         | 1198         | Höchstgeschwindigkeit 50 km/h BKG-Buslinie 240 (Kandersteg–Selden) Wanderweg |
|      | Kanderhus-Brücke                      | Kandersteg                          |      | Strassenbrücke (einspurig)                                                              | Balkenbrücke     | Stahl      | 15         | 1189         | Privat-Grundstück: Durchgang verboten |
|      | Käsmilch-Brücke                       | Kandersteg                          |      | Strassenbrücke (zweispurig)                                                             | Balkenbrücke     | Beton      | 15         | 1185         | Höchstgewicht 28 t Wanderland-Route 441 Wageti-Rundweg (Kandersteg, Bahnhof–Kandersteg, Bahnhof) Der Übergang führt zum Kandersteg International Scout Centre. |
|      | Unbenannte Brücke                     | Kandersteg                          |      | Feldwegbrücke                                                                           | Balkenbrücke     | Stahl Holz | 15         | 1178         | |
|      | BLS-Brücke (Bütschibrücke)            | Kandersteg                          |      | Eisenbahnbrücke (fünfgleisig, zweigleisige Hauptlinie mit drei Verladeanschlussgleisen) | Balkenbrücke     | Beton      | 35         | 1176         | Die zweite Brücke für die Gleise der neuen Verladeanlage wurde 1975 erstellt. Höchstgeschwindigkeit 80 km/h Lötschberg-Bergstrecke (Bahnstrecke Spiez–Frutigen–Brig) |
|      | Bütschelsstrasse-Brücke               | Kandersteg                          |      | Strassenbrücke (zweispurig) mit Trottoir                                                | Balkenbrücke     | Beton      | 30         | 1175         | Wanderweg |
|      | Bahnhofbrücke                         | Kandersteg                          |      | Strassenbrücke (zweispurig) mit Trottoirs                                               | Bogenbrücke      | Beton      | 16         | 1173         | Höchstgeschwindigkeit 50 km/h Veloland-Route 64 Lötschberg–Jura (Etappe 1 Kandersteg–Thun) Wanderland-Route 1 Via Alpina (Etappe 13 Griesalp–Kandersteg) und Route 441 Wageti-Rundweg (Kandersteg, Bahnhof–Kandersteg, Bahnhof) AFA-Buslinien 230 (Adelboden–Kandersteg–Frutigen), 241 (Kandersteg Bahnhof–Talstation Sunnbüel) und 242 (Kandersteg Bahnhof–Talstation Oeschinen) BKG-Buslinie 240 (Kandersteg–Selden) |
|      | Bahnhofgässli-Brücke                  | Kandersteg                          |      | Fussgängerbrücke                                                                        | Balkenbrücke     | Stahl Holz | 12         | 1173         | Wanderland-Route 442 Oeschigässli-Kander-Rundweg (Kandersteg, Bahnhof–Kandersteg, Bahnhof) und Route 443 Öschiwald-Rundweg (Kandersteg, Bahnhof–Kandersteg, Bahnhof) |
|      | Erlibrücke                            | Kandersteg                          |      | Strassenbrücke (zweispurig) mit Trottoir                                                | Balkenbrücke     | Beton      | 20         | 1173         | Veloland-Route 64 Lötschberg–Jura (Etappe 1 Kandersteg–Thun) |
|      | Oeystrasse-Brücke                     | Kandersteg                          |      | Strassenbrücke (einspurig)                                                              | Balkenbrücke     | Stahl      | 17         | 1167         | Höchstgewicht 3,5 t Hydrologische Messstation A096 des Amts für Wasser und Abfall des Kantons Bern befindet sich bei der Brücke. |
|      | Büel-Brücke                           | Kandersteg                          |      | Fussgängerbrücke mit Rohrleitung an der Brückenwand                                     | Fachwerkbrücke   | Stahl      | 15         | 1165         | Schützenswerte Fachwerkeisenbrücke von 1912, restauriert 2007 Verbot für Tiere (Pferd) Wanderland-Route 56 Lötschberg-Panoramaweg (Etappe 1 Kiental–Kandersteg) und Route 442 Oeschigässli-Kander-Rundweg (Kandersteg, Bahnhof–Kandersteg, Bahnhof) |
|      | Untere Kanderbrücke (BLS-Brücke)      | Kandersteg                          |      | Eisenbahnbrücke (zweigleisig)                                                           | Balkenbrücke     | Beton      | 22         | 1166         | Gebaut 1982 (Brücke Ost) und 1984 (Brücke West) Höchstgeschwindigkeit 80 km/h Lötschberg-Bergstrecke (Bahnstrecke Spiez–Frutigen–Brig) |
|      | Umfahrungsstrasse-Brücke              | Kandersteg                          |      | Strassenbrücke (zweispurig) 223                                                         | Balkenbrücke     | Beton      | 30         | 1166         | Höchstgeschwindigkeit 80 km/h |
|      | Entsandungsanlage-Brücke              | Kandersteg                          |      | Strassenbrücke (einspurig)                                                              | Balkenbrücke     | Beton      | 40         | 1165         | Anlage gebaut 1990 Private Werksbrücke mit abschliessbarem Metalltor Verbotsschild «Betreten der Anlage verboten!» |
|      | Rohrträger-Brücke                     | Kandersteg                          |      | Rohrleitungsbrücke                                                                      | Balkenbrücke     | Beton      | 20         | 1164         | Wasserrohrleitung-Übergang |
|      | Underem Büel-Brücke                   | Blausee-Mitholz                     |      | Strassenbrücke (einspurig)                                                              | Balkenbrücke     | Beton      | 25         | 1043         | Gebaut 2012 Fahrverbot für Motorwagen und Motorräder: Zubringerdienst gestattet Wanderweg |
|      | Fensterstollen Mitholz-Zufahrtsbrücke | Blausee-Mitholz                     |      | Strassenbrücke (einspurig)                                                              | Balkenbrücke     | Stahl      | 30         | 978          | Die Brücke wurde 1994 fertiggestellt. Private Werkzufahrt zum Fensterstollen Mitholz |
|      | Stägebach-Brücke                      | Blausee-Mitholz                     |      | Strassenbrücke (einspurig)                                                              | Balkenbrücke     | Beton      | 18         | 925          | Höchstgewicht 28 t Wanderweg |
|      | Blausee-Steg                          | Blausee-Mitholz                     |      | Fussgängerbrücke                                                                        | Balkenbrücke     | Stahl      | 30         | 896          | Gebaut 2009 Zugang zum Naturpark Blausee |
|      | Kraftwerk Kandergund-Steg             | Kandergrund                         |      | Rohrleitungsbrücke Fussgängerbrücke                                                     | Balkenbrücke     | Stahl      | 20         | 856          | Privater Werksteg mit Wasser-Pipeline Das Kraftwerk Kandergrund wurde 1907–1910 erstellt. |
|      | BKW-Strasse-Brücke                    | Kandergrund                         |      | Strassenbrücke (zweispurig)                                                             | Balkenbrücke     | Beton      | 17         | 852          | Gebaut 2006/07, ersetzte Brücke von 1907, die beim Hochwasser 2005 weggerissen wurde. Wanderweg |
|      | Engiweid-Brücke                       | Kandergrund                         |      | Strassenbrücke (zweispurig) mit Rohrleitungen an der Brückenwand                        | Balkenbrücke     | Beton      | 20         | 815          | |
|      | Reckentalbrücke                       | Kandergrund                         |      | Strassenbrücke (einspurig)                                                              | Gedeckte Brücke  | Holz       | 22         | 815          | Gebaut 2006, ersetzte offene Balkenbrücke, die beim Hochwasser 2005 weggerissen wurde. |
|      | Zrydsbrüggstrasse-Brücke              | Kandergrund                         |      | Strassenbrücke (zweispurig)                                                             | Balkenbrücke     | Beton      | 18         | 794          | Höchstgeschwindigkeit 30 km/h |
|      | Brücke Ry (Lötschbergstrasse)         | Frutigen                            |      | Strassenbrücke (zweispurig) mit Trottoirs 223                                           | Balkenbrücke     | Beton      | 21         | 781          | Höchstgeschwindigkeit 60 km/h Höchstgewicht 40 t AFA-Buslinie 230 (Adelboden–Kandersteg–Frutigen) Veloland-Route 64 Lötschberg–Jura (Etappe 1 Kandersteg–Thun) Wanderweg |
|      | Kanderviadukt I                       | Frutigen                            |      | Eisenbahnbrücke (eingleisig)                                                            | Bogenbrücke      | Stein      | 275        | 779          | Schützenswerte Steinbogenbrücke mit elf Bögen, gebaut 1912, grössere Sanierung Ende der 1950er-, Anfang der 1960er-Jahre, Gleis ersetzt 2005, grundlegend saniert 2017 Höchstgeschwindigkeit 80 km/h Lötschberg-Bergstrecke (Bahnstrecke Spiez–Frutigen–Brig) Während des Zweiten Weltkriegs wurde an der Brücke von der Schweizer Armee ein Sprengobjekt angebracht.                                                  |
|      | Kanderviadukt II                      | Frutigen                            |      | Eisenbahnbrücke (eingleisig)                                                            | Hohlkastenbrücke | Beton      | 285        | 779          | Gebaut 1979–1982 Höchstgeschwindigkeit 80 km/h Lötschberg-Bergstrecke (Bahnstrecke Spiez–Frutigen–Brig) |
|      | Zündhölzliweg-Brücke                  | Frutigen                            |      | Strassenbrücke (zweispurig)                                                             | Balkenbrücke     | Beton      | 17         | 773          | Gebaut 2007 |
|      | Widi-Brücke («Pulver»-Brücke)         | Frutigen                            |      | Strassenbrücke (einspurig) mit Rohrleitungen an den Brückenwänden                       | Balkenbrücke     | Beton      | 14         | 772          | Gebaut 1909 Mountainbike-Route 1 Alpine Bike (Etappe 13 Interlaken–Adelboden) Veloland-Route 64 Lötschberg–Jura (Etappe 1 Kandersteg–Thun) |
|      | Unbenannte Brücke                     | Frutigen                            |      | Feldwegbrücke                                                                           | Balkenbrücke     | Stahl      | 16         | 771          | Gebaut 2007 |
|      | Schwandistrasse-Brücke                | Frutigen                            |      | Strassenbrücke (einspurig) mit Rohrleitungen an den Brückenwänden                       | Balkenbrücke     | Beton      | 17         | 762          | Höchstgeschwindigkeit 50 km/h Veloland-Route 64 Lötschberg–Jura (Etappe 1 Kandersteg–Thun) Während des Zweiten Weltkriegs wurde an der ehemaligen Holzbrücke von der Schweizer Armee ein Sprengobjekt angebracht. |
|      | Mara-Steg                             | Frutigen – Reichenbach im Kandertal |      | Fussgängerbrücke                                                                        | Balkenbrücke     | Stahl      | 20         | 756          | Allgemeines Fahrverbot |

### Frutigtal
24 Brücken überspannen den Fluss von Reichenbach bis zur Mündung in den Thunersee.
| Bild | Name                                     | Ort                      | Lage | Funktion                                                                      | Konstruktion                                       | Material    | Länge in m | Höhe m ü. M. | Bemerkungen |
| ---- | ---------------------------------------- | ------------------------ | ---- | ----------------------------------------------------------------------------- | -------------------------------------------------- | ----------- | ---------- | ------------ | --- |
|      | Schwandisteg                             | Reichenbach im Kandertal |      | Fussgänger- und Velobrücke                                                    | Hängebrücke                                        | Stahl       | 26         | 738          | Fahrverbot für Motorwagen, Motorräder und Motorfahrräder Verbot für Tiere (Pferd) Wanderweg |
|      | Unbenannter Steg                         | Reichenbach im Kandertal |      | Fussgänger- und Velobrücke                                                    | Balkenbrücke                                       | Beton       | 29         | 715          | Gebaut 1980, revidiert 2011 Fahrverbot für Motorwagen, Motorräder und Motorfahrräder Wanderweg Übergang verbindet den Parkplatz beim Flugplatz Reichenbach mit der Feuerstelle Chalberglunte. |
|      | Rüdlen-Brücke                            | Reichenbach im Kandertal |      | Strassenbrücke (zweispurig) N6 223                                            | Balkenbrücke                                       | Beton       | 80         | 715          | Gebaut 1960er Jahre Höchstgeschwindigkeit 60 km/h PostAuto-Buslinie 210 (Spiez–Reichenbach im Kandertal–Frutigen) |
|      | BLS-Brücke                               | Reichenbach im Kandertal |      | Eisenbahnbrücke (zweigleisig)                                                 | Balkenbrücke                                       | Beton       | 50         | 713          | Höchstgeschwindigkeit 105 km/h Lötschberg-Bergstrecke (Bahnstrecke Spiez–Frutigen–Brig) Während des Zweiten Weltkriegs wurde an der Brücke von der Schweizer Armee ein Sprengobjekt angebracht. |
|      | Reudlenbrücke                            | Reichenbach im Kandertal |      | Strassenbrücke (einspurig) mit Trottoirs                                      | Gedeckte Brücke                                    | Holz        | 22         | 712          | Erhaltenswertes Bauwerk, gebaut um 1910. 1983 erfolgten Reparaturen und Sanierungen an der durch Unfall eingedrückten Brücke. Verbot für Motorwagen und Motorräder: Zubringerdienst gestattet Höchstgeschwindigkeit 40 km/h, Höchstgewicht 28 t Innerhalb der Brücke befinden sich ein Briefkasten, eine Sitzbank und Abfallcontainer. Wanderweg Während des Zweiten Weltkriegs wurde an der Brücke von der Schweizer Armee ein Sprengobjekt angebracht. |
|      | Schützenbrücke                           | Reichenbach im Kandertal |      | Strassenbrücke (einspurig)                                                    | Gedeckte Brücke                                    | Holz        | 30         | 701          | Gebaut 1944 durch Sappeure. Sackgasse Wanderweg 500 m flussabwärts auf der linken Flussseite befindet sich das national geschützte Amphibienlaichgebiet Kanderauen bei Mülenen. |
|      | Niesenbahn-Brücke                        | Mülenen                  |      | Standseilbahnbrücke (eingleisig) mit Fussweg                                  | Fachwerkbrücke                                     | Stahl       | 60         | 694          | Geschütztes Bauwerk, gebaut 1907–1910. Die Niesenbahn ist eine der längsten Standseilbahnen Europas. Nur beim jährlich stattfindenden Niesen-Treppenlauf darf der Fussweg auf der Brücke begangen werden. |
|      | Mülenen-Brücke                           | Mülenen                  |      | Strassenbrücke (einspurig)                                                    | Bogenbrücke                                        | Stahl       | 30         | 691          | Erhaltenswertes Bauwerk, gebaut um 1908, modernisiert 2021/22. Allgemeines Fahrverbot: Ausgenommen Mitarbeitende Niesenbahn Veloland-Route 64 Lötschberg–Jura (Etappe 1 Kandersteg–Thun) Wanderweg Nördlich und südlich befindet sich das national geschützte Auengebiet Heustrich. |
|      | Heustrich-Brücke                         | Emdthal                  |      | Strassenbrücke (einspurig) mit Rohrleitung unterhalb der Fahrbahn             | Balkenbrücke                                       | Stahl       | 47         | 680          | Die Brücke wurde 1969 erstellt. Höchstgewicht 10 t: Pro Fahrzeug auf Brücke |
|      | BLS-Brücke Heustrich                     | Emdthal                  |      | Strassenbrücke (zweispurig)                                                   | Balkenbrücke                                       | Beton       | 132        | 687          | Gebaut 2003–2006 Die 7-feldrige Betonkonstruktion überquert auch die A6-Autobahn und zwei BLS-Gleise. Wanderweg Die hydrometrische Messstation Kander – Hondrich (2469) vom Bundesamt für Umwelt (BAFU) befindet sich 1,5 km flussabwärts auf der rechten Flussseite. 700 m flussabwärts auf der rechten Flussseite befindet sich das national geschützte Amphibienlaichgebiet Sumpf unterhalb Station Heustrich.                                        |
|      | Kieswerk Steinigand-Industriegleisbrücke | Wimmis – Spiez           |      | Eisenbahnbrücke (eingleisig) mit Rohrleitung an der Brückenwand               | Balkenbrücke                                       | Beton       | 205        | 638          | Die Brücke wurde 1990 erstellt. Das Anschlussgleis vom Südportal des Hondrichtunnels zum Kieswerk Steinigand ist für die Entsorgungsstellen der SBB und BLS von grosser Bedeutung. |
|      | Simmentalstrasse-Brücke                  | Wimmis – Spiez           |      | Strassenbrücke (zweispurig) mit Trottoir und Rohrleitungen an der Brückenwand | Bogenbrücke                                        | Stein       | 63         | 626          | Schützenswerte Steinbogenbrücke, gebaut 1. H. 19. Jh. Brücke ist im Inventar der historischen Verkehrswege der Schweiz aufgeführt. 600 m flussaufwärts auf der linken Flussseite beginnt das national geschützte Amphibienlaichgebiet Au-Gand Kander. |
|      | Aquädukt-Brücke                          | Wimmis – Spiez           |      | Aquäduktbrücke mit Fussgängerübergang                                         | Bogenbrücke                                        | Stein       | 300        | 625          | Schützenswerte Steinbogenbrücke, gebaut 1908 Werkbrücke mit abschliessbarem Tor und Hinweistafel «Betreten verboten» |
|      | Kanderbrücke Wimmis (Autobahn A6)        | Wimmis – Spiez           |      | Autobahnbrücke (vierspurig) mit Rohrleitungen unterhalb der Fahrbahn          | Hohlkastenbrücke                                   | Beton       | 95         | 620          | Gebaut 1971/72 Höchstgeschwindigkeit 120 km/h (Fahrtrichtung Wimmis), 100 km/h (Fahrtrichtung Spiez) |
|      | A6 Fussgänger- und Velobrücke            | Wimmis – Spiez           |      | Fussgänger- und Velobrücke                                                    | Balkenbrücke                                       | Stahl       | 80         | 620          | Übergang ist an der A6-Brücke angehängt. Verbot für Tiere (Pferd) Gemeinsamer Velo- und Fussweg Höchstgewicht 1 t Veloland-Route 9 Seen-Route (Etappe 3 Gstaad–Spiez) Wanderweg |
|      | BLS-Brücke                               | Wimmis – Spiez           |      | Eisenbahnbrücke (eingleisig)                                                  | Fachwerkbrücke Bogenbrücke                         | Stahl       | 100        | 620          | Schützenswerte Eisenfachwerkbrücke mit grossem Bogen, gebaut 1896/97 Höchstgeschwindigkeit 80 km/h Simmentalbahn (Bahnstrecke Spiez–Zweisimmen) |
|      | Unbenannter Steg                         | Wimmis – Spiez           |      | Fussgängerbrücke                                                              | Balkenbrücke                                       | Stahl       | 50         | 600          | Private Brücke auf Nitrochemie Areal |
|      | AR. Nitrochemie-Brücke                   | Wimmis – Spiez           |      | Strassenbrücke (zweispurig)                                                   | Balkenbrücke                                       | Beton       | 40         | 597          | Private Brücke auf Nitrochemie Areal |
|      | Hanisteg («Bschüttistäg»)                | Reutigen – Einigen       |      | Fussgänger- und Velobrücke mit Abwasserleitung                                | Fachwerkbrücke                                     | Stahl       | 180        | 604          | Gebaut in den 1970er Jahren als Kanalisationsbrücke Fahrverbot für Motorwagen und Motorräder Verbot für Tiere (Pferd) Veloland-Route 8 Aare-Route (Etappe 3 Spiez–Bern) Wanderweg Flussabwärts der Brücke befindet sich das national geschützte Auengebiet Augand. |
|      | Kanderbrücke Hani (Autobahn A6)          | Gwatt (Thun) – Einigen   |      | Autobahnbrücke (vierspurig)                                                   | Hohlkastenbrücke                                   | Beton       | 105        | 593          | Die Brücke wurde 1969 fertiggestellt. Der Autobahnabschnitt Kiesen–Spiez wurde 1971 eröffnet. Höchstgeschwindigkeit 120 km/h |
|      | Strättligsteg                            | Gwatt (Thun) – Einigen   |      | Fussgängerbrücke                                                              | Fachwerkbrücke                                     | Stahl       | 30         | 584          | Gebaut 1967 Wanderland-Route 1 Via Alpina (Etappe 11 Spiez–Wattenwil), Route 26 Panorama Rundweg Thunersee (Etappe 4 Spiez–Thun) und Route 38 ViaBerna (Etappe 11 Thun–Gwatt–Spiez–Faulensee–Aeschi bei Spiez) |
|      | Kanderbrücke Einigen (BLS-Doppelbrücke)  | Gwatt (Thun) – Einigen   |      | Eisenbahnbrücke (zweigleisig)                                                 | Fachwerkbrücke (1893) Balkenbrücke (2. H. 20. Jh.) | Stahl Beton | 88         | 584          | Die schützenswerte Fachwerkbrücke wurde 1893 erstellt. Bei der Erweiterung auf zwei Fahrspuren wurde in der zweiten Hälfte des 20. Jahrhunderts nordseitig eine zusätzliche Brücke aus Beton verlegt. Höchstgeschwindigkeit 95 km/h Thunerseebahn (Bahnstrecke Thun–Interlaken) |
|      | Spiezstrasse-Brücke                      | Gwatt (Thun) – Einigen   |      | Strassenbrücke (zweispurig) mit Trottoirs                                     | Bogenbrücke                                        | Beton       | 40         | 570          | Gebaut 1844 Höchstgeschwindigkeit 50 km/h STI-Buslinie 1 (Steffisburg–Thun–Spiez) |
|      | ARA-Brücke Chander                       | Gwatt (Thun) – Einigen   |      | Fussgänger- und Velobrücke mit Abwasserkanal                                  | Balkenbrücke                                       | Beton       | 60         | 566          | Für die Abwasserreinigungsanlage der Region Thun wurde für den Hauptkanal aus Spiez 1972 eine Betonbrücke erstellt. Fahrverbot für Motorwagen, Motorräder und Motorfahrräder Wanderweg Flussabwärts befindet sich das national geschützte Auengebiet Chandergrien. |